# Lizeray
Lizeray is een gemeente in het Franse departement Indre (regio Centre-Val de Loire) en telt 103 inwoners (2009). De plaats maakt deel uit van het arrondissement Issoudun.

## Geografie
De oppervlakte van Lizeray bedraagt 34,0 km², de bevolkingsdichtheid is dus 3 inwoners per km².
De onderstaande kaart toont de ligging van Lizeray met de belangrijkste infrastructuur en aangrenzende gemeenten.

## Demografie
Onderstaande figuur toont het verloop van het inwonertal (bron: INSEE-tellingen).